# Pure Country
Pure Country è un album in studio di colonna sonora del cantante di musica country statunitense George Strait, pubblicato nel 1992.
Il disco fa da colonna sonora al film omonimo diretto da Christopher Cain e interpretato dallo stesso George Strait.

## Tracce
1. Heartland (Steve Dorff, John Bettis) - 2:16
2. Baby Your Baby (Phil Thomas, Hal Newman) - 2:42
3. I Cross My Heart (Dorff, Eric Kaz) - 3:30
4. When Did You Stop Loving Me (Donny Kees, Monty Holmes) - 2:48
5. She Lays It All on the Line (Clay Blaker) - 2:30
6. Overnight Male (Richard Fagan, Kim Williams, Ron Harbin) - 2:36
7. Last in Love (J. D. Souther, Glenn Frey) - 3:35
8. Thoughts of a Fool (Mel Tillis, Wayne P. Walker) - 2:12
9. The King of Broken Hearts (Jim Lauderdale) - 3:08
10. Where the Sidewalk Ends (Lauderdale, John Leventhal) - 3:08
11. Heartland (Main Title Sequence) (Dorff, Bettis) (featuring George Strait Jr. Aka. Bubba Strait) - 2:42